# Ichneumon ventus
Ichneumon ventus là một loài tò vò trong họ Ichneumonidae.